# Eino Uusitalo
Eino Oskari Uusitalo, född 1 december 1924 i Soini, död 19 mars 2015 i Etseri, var en finländsk centerpartistisk politiker. Han var Finlands inrikesminister 1971 och 1976–1982.
Uusitalo var ledamot av Finlands riksdag 1955–1983. Hans memoarbok Jälkipeli utkom 1983.

## Utmärkelser
- Kommendörstecknet av Finlands Lejons orden[2]
- Polisens förtjänstkors[2]

[Redigera Wikidata]